# Faris Aditama
Faris Aditama (sinh ngày 19 tháng 2 năm 1988) là một cầu thủ bóng đá người Indonesia hiện tại thi đấu cho Persik Kediri ở Indonesia Super League.